# Neanthes maculata
Neanthes maculata är en ringmaskart som beskrevs av Wu, Sun och Yang 1981. Neanthes maculata ingår i släktet Neanthes och familjen Nereididae. Inga underarter finns listade i Catalogue of Life.